# Заболотцы (Львовская область)
Заболотцы (укр. Заболотці) — село в Золочевском районе Львовской области Украины. Административный центр Заболотцевской сельской общины.
Население по переписи 2001 года составляло 948 человек. Почтовый индекс — 80630. Телефонный код — 3266.